# Transwielkopolska Trasa Rowerowa

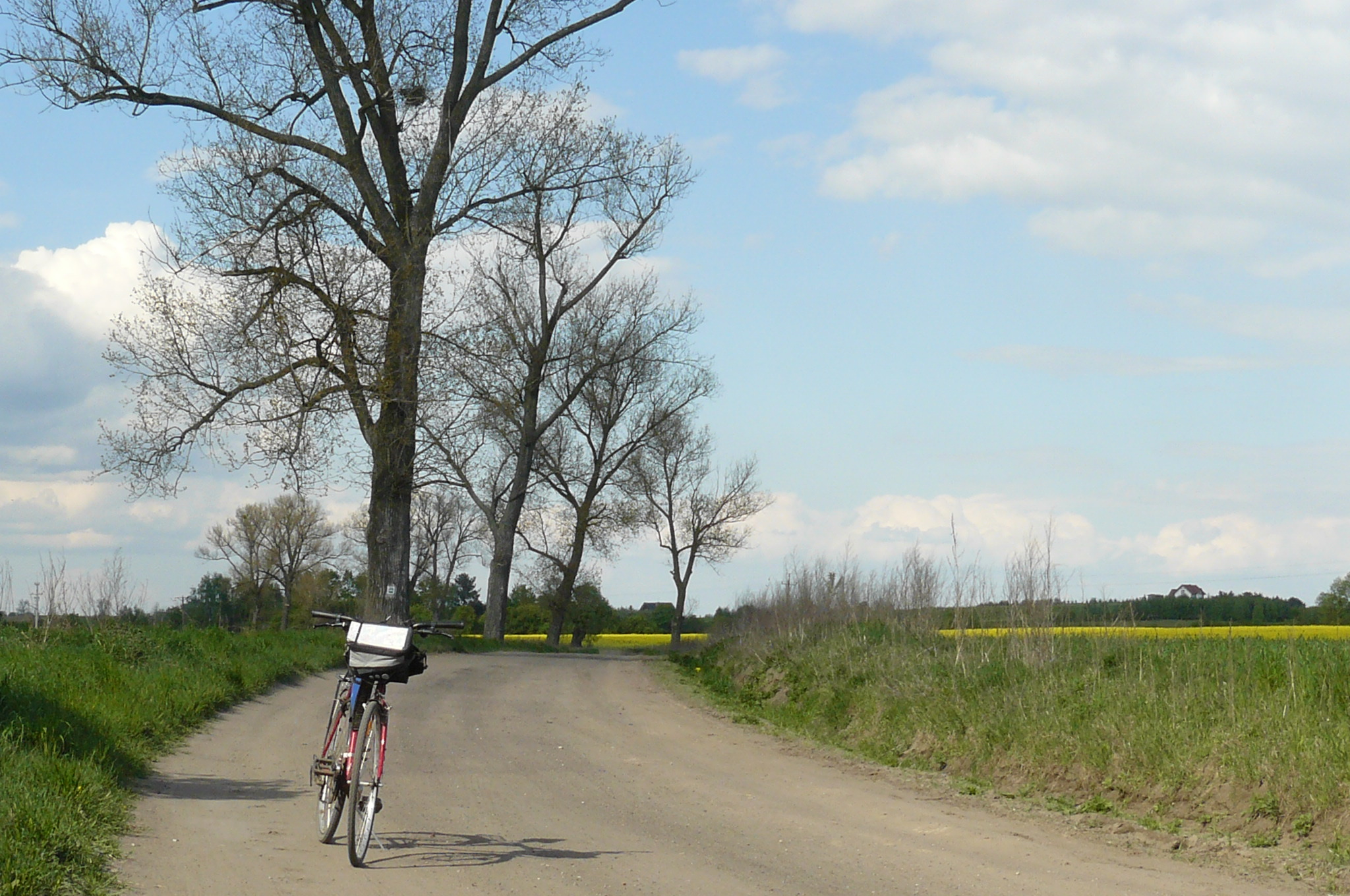
Szlak w północnej części Pawłowic

Transwielkopolska Trasa Rowerowa (TTR) (oznakowanie zielone ) przebiega południkowo łącząc najdalej wysunięte na północ i południe części województwa wielkopolskiego. Należy do Wielkopolskiego Systemu Szlaków Rowerowych. Została utworzona w dwóch etapach i tak też jest dzielona:
1. odcinek północny, oznakowany w 2002 roku. Liczy 200 km od Poznania do Okonka;
2. odcinek południowy, oznakowany w 2003 roku. Liczy 280 km od Poznania do Siemianic.

Za punkt początkowy obu odcinków można przyjąć Poznański Węzeł Rowerowy znajdujący się na brzegu jeziora Maltańskiego w Poznaniu. Stąd oba odcinki rozchodzą się do granic województwa.
Całość trasy wiedzie głównie mało uczęszczanymi drogami asfaltowymi, niektóre fragmenty są poprowadzone drogami piaszczystymi. Trudniejsze podjazdy znajdują się w południowym odcinku TTR: przed Żerkowem, pod Bałczynę i Kobylą Górę (najwyższe wzniesienie Wielkopolski).

## Odcinek północny
Wiedzie m.in. przez Golęczewo, Szamotuły, Obrzycko, Czarnków, Trzciankę, Piłę do Okonka. Wzdłuż trasy dominują lasy (m.in. Puszcza Notecka), jeziora i rzeki (odcinek Piła - Okonek wzdłuż rzeki Gwdy).

## Odcinek południowy
Wiedzie m.in. przez Środę Wielkopolską, Miłosław, Żerków, Jarocin, Pleszew, Kalisz, Ostrów Wielkopolski, Antonin, Ostrzeszów a także przez Żerkowsko-Czeszewski Park Krajobrazowy. Na trasie dominują typowo wielkopolskie krajobrazy: szerokie połacie pól z drewnianymi wiatrakami, a w mijanych miejscowościach można zobaczyć wiele dworków, pałaców, kościołów oraz zabytkowe zabudowy starych miast. W Nowej Wsi Podgórnej na szlaku znajduje się przeprawa promowa przez Wartę.